# 1-й Хорошёвский проезд
Первый Хорошёвский проезд расположен в Северном административном округе города Москвы на территории Хорошёвского района.

## История
1-й Хорошёвский проезд появился в начале 1950-х годов. Получил название 11 декабря 1953 года от Хорошёвского шоссе, расположенного рядом. В сентябре 2014 года улица стала односторонней — движение автомобилей разрешено только от метро «Беговая» до пересечения с улицей Поликарпова.

## Расположение
Первый Хорошёвский проезд начинается на перекрёстке с улицей Поликарпова. Идёт на юго-запад и заканчивается на перекрёстке с Хорошёвским шоссе у западного выхода станции метро «Беговая».

## Здания и сооружения
- № 3 — Главное управление кадров Министерства обороны Российской Федерации, Департамент размещения государственного заказа Министерства обороны Российской Федерации.
- № 3а ст1 — Институт макроэкономических исследований (ИМЭИ)
- № 5 — 27-й Центральный научно-исследовательский институт Министерства обороны РФ (27 ЦНИИ МО РФ).
- № 8 — Политехнический колледж № 8 им. дважды героя Советского союза И. Ф. Павлова.
- № 8 ст1 — Государственное образовательное учреждение профессиональное училище N 5.